# Cúiper
Cúiper o Cúper es una pedanía de Foyos, en la comarca de la Huerta Norte (Valencia, España). Está situado en el límite este del término municipal, a unos 700 m de la costa mediterránea. Su casco está casi unido al de Roca, pedanía de Meliana, conformando un núcleo referido a menudo como Roca-Cúiper.

## Historia
Fue una antigua colonia agrícola, declada en 1882 bajo el dominio de la familia Guerrero. Existió una ermita de Nuestra Señora de los Desamparados y tuvo una escuela. En el Diccionario de Madoz (1845-1850) aparece la siguiente descripción:

CUPER: cas[erío] en la prov[incia] de Valencia, part[ido] jud[icial] de Moncada, térm[ino] jurisd[iccional] de Foyos. Pobl[ación]: 14 vecinos.
Diccionario de Madoz

## Patrimonio
- Pino de Cúiper: Es un pino de más de 50 años y unos 22 m de altura, perteneciente a la especie Araucaria heterophylla (pino de Norfolk o de pisos), aunque en ocasiones se le refiere como abeto de Cúiper. [cita requerida] En Navidad suele decorarse con bolas y luces.[cita requerida]
- Parroquia de Nuestra Señora de la Misericordia: Se encuentra en el término de Roca, pero da servicio a ambas pedanías. Data de 1953.[2]

## Transportes
El trazado del ferrocarril Valencia-Barcelona atraviesa el término de Roca. Existe una estación, denominada Roca-Cúper, en la que tiene parada los trenes de la línea C-6 de cercanías de Valencia. Asimismo, la autovía V-21 circula cerca del casco urbano, aunque la salida más cercana (Port Saplaya), dista unos 2 km.

## Galería de imágenes

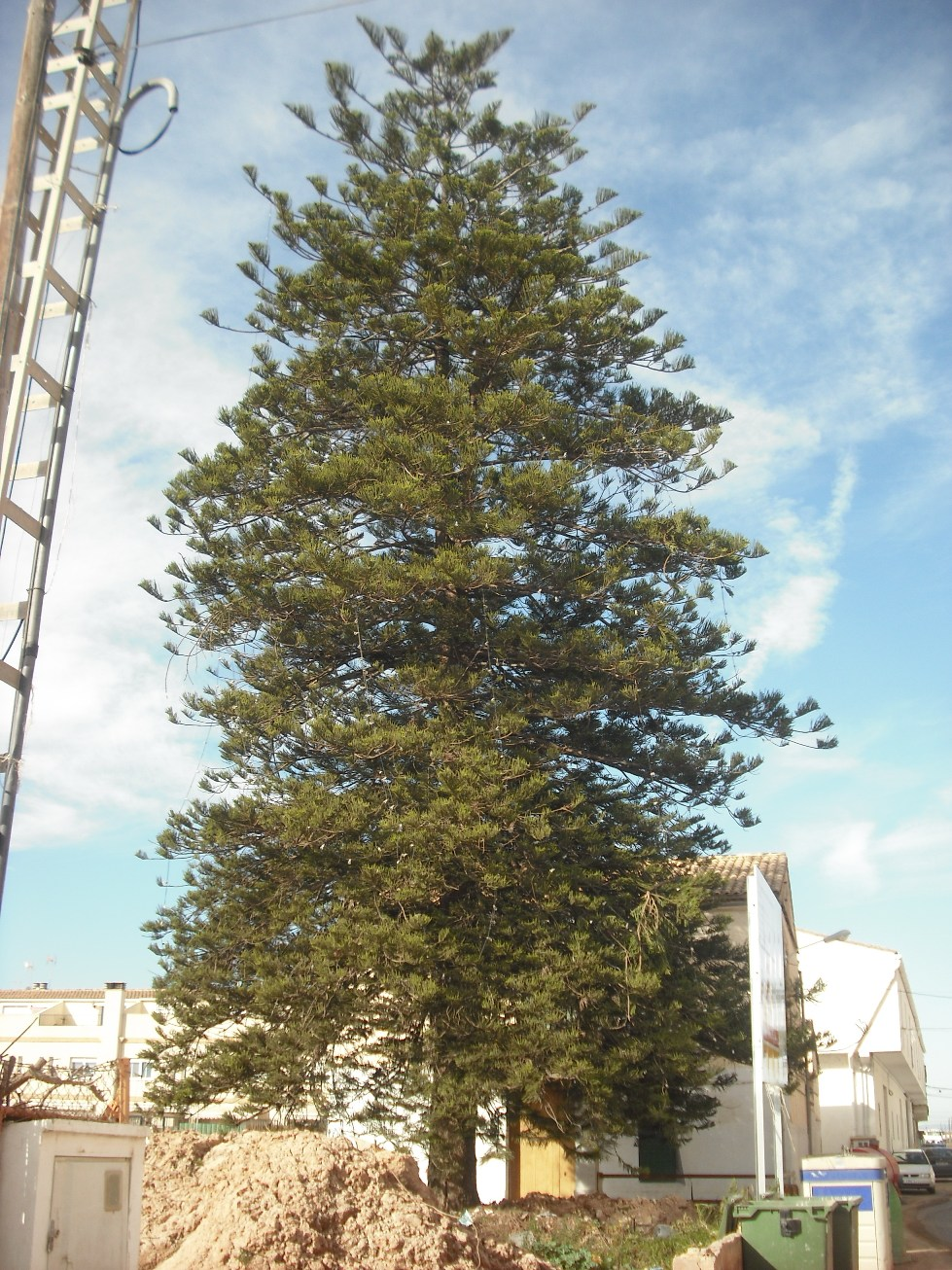
Pino de Cúiper.
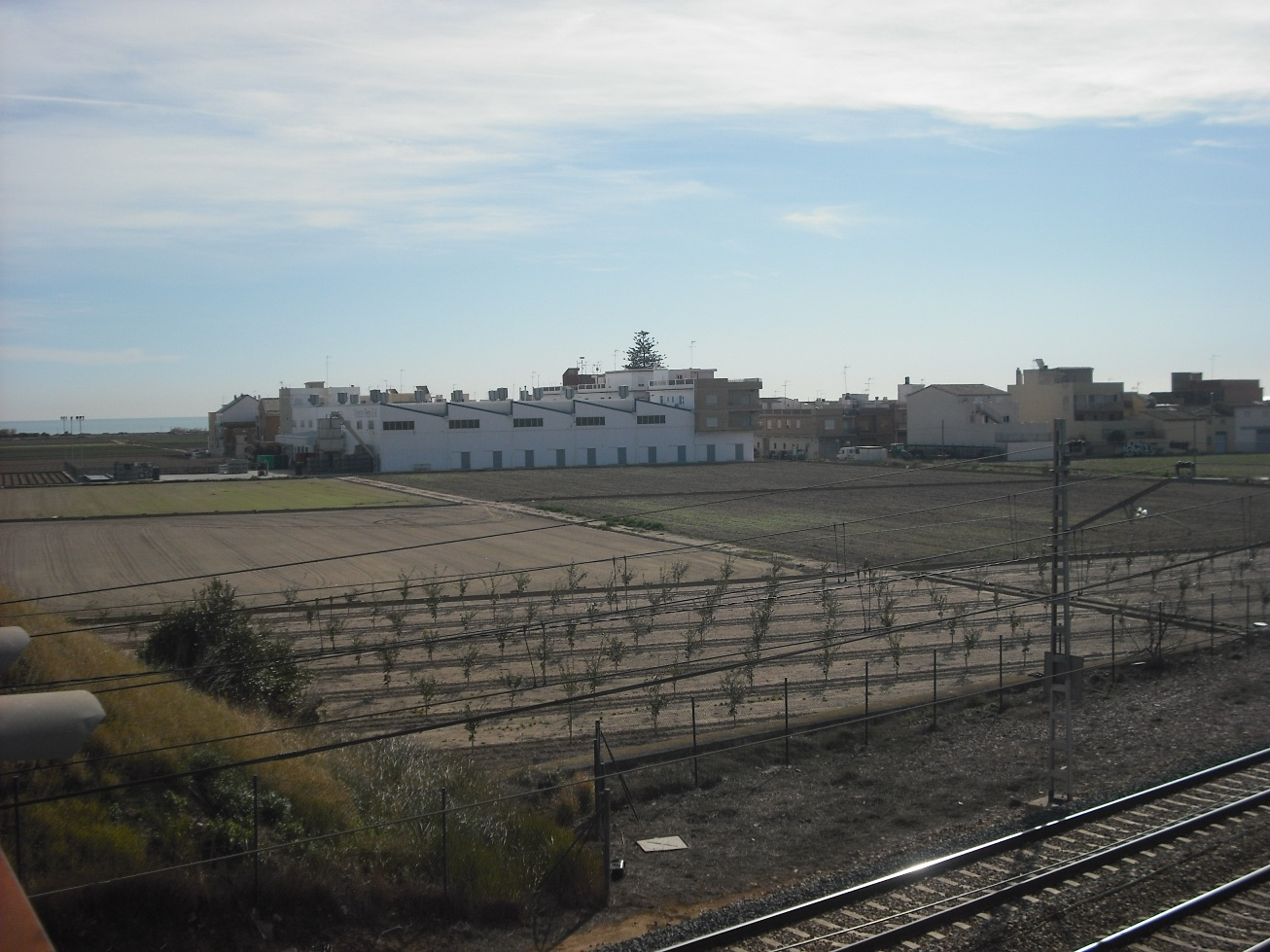
Vista de Cúiper desde el puente del ferrocarril.
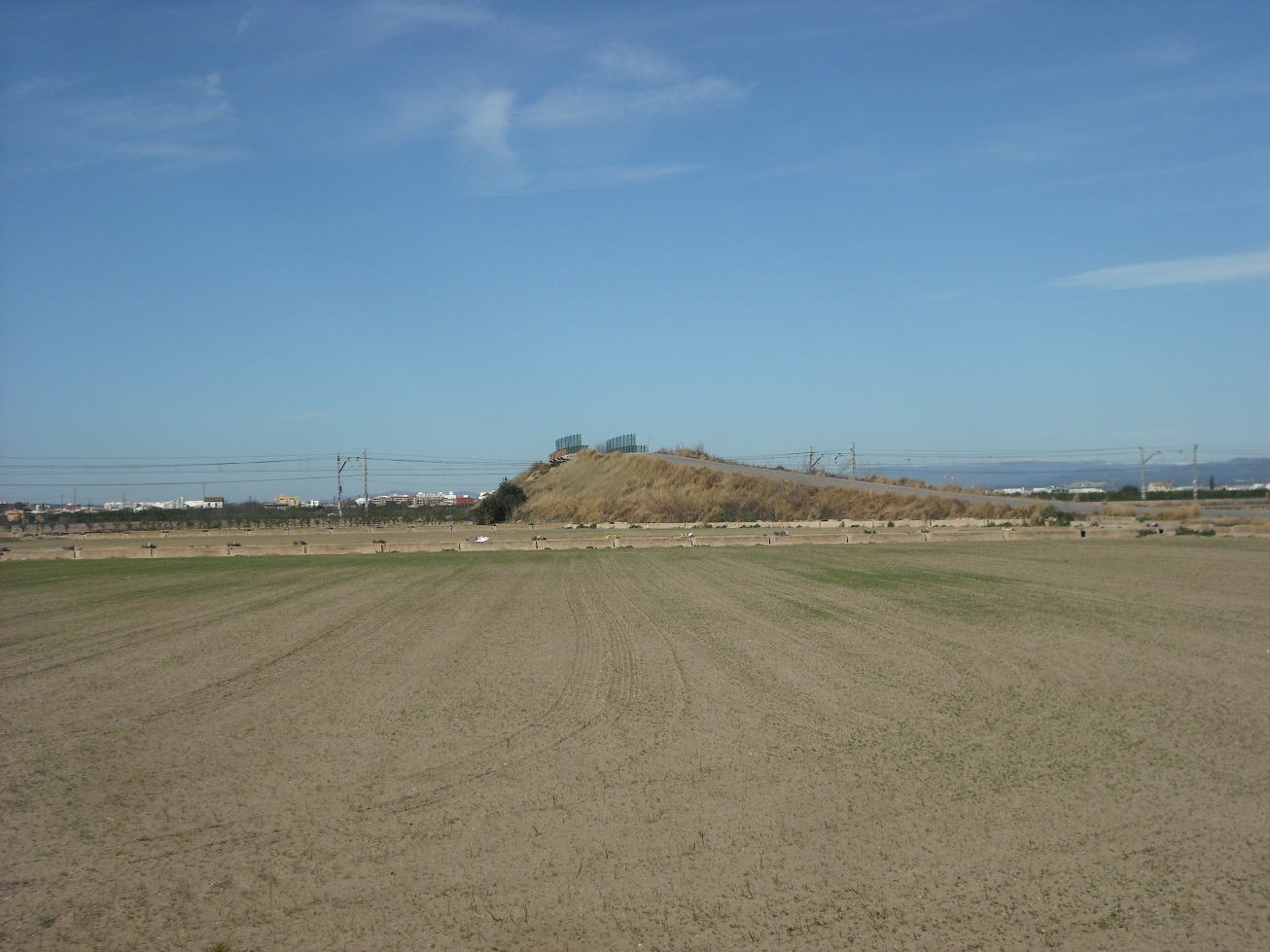
Puente del ferrocarril.